# 北陸鉄道モハ2100形電車
北陸鉄道モハ2100形電車（ほくりくてつどうモハ2100がたでんしゃ）は、北陸鉄道が金沢市内線用に使用していた路面電車車両である。後に同線の廃線により1両のみ名古屋鉄道へ譲渡され、同社モ530形電車として名鉄岐阜市内線で使用された。

## 経歴

### 北陸鉄道（1950 - 1967年）
1950年（昭和25年）から1951年（昭和26年）にかけてモハ2101 - 2112の全12両が広瀬車両で新製された。前中扉構造の半鋼製車体を持つ四軸ボギー車であり、新製当初より集電装置はパンタグラフを使用していた。
1967年（昭和42年）の同線廃止に伴い、1951年に製造された1両（モハ2107）がモハ2000形（後の名鉄モ550形電車 (2代)）、モハ2200形（後の名鉄モ560形電車 (2代)）と共に名鉄へ譲渡された。

### 名古屋鉄道（1968 - 1977年）
入線に際してはモ530形（2代）531と改称・改番されている。また、集電装置をパンタグラフからビューゲルに変更し、1968年（昭和43年）から運用を開始する。1973年にはワンマン化改造が行われ、そのさい集電装置がZ型パンタグラフに変更された。
岐阜市内線および美濃町線で使用された。しかし、名鉄における本形式は1形式1両の少数形式であったことから、保守部品の確保等に難をきたしたこともあり、1976年（昭和51年）のモ870形導入に伴い代替廃車された。

## 主要諸元
日本路面電車同好会名古屋支部（編）『路面電車と街並み 岐阜・岡崎・豊橋』P258・259に基づく
- 全長：11,200mm[2]
- 全幅：2,200mm[2]
- 全高：3,868mm[2]
- 自重：13.0t[2]
- 台車：近畿車輛 Brill型[2]
- 電動機：MT-60A[2]
- 出力：37.3kW×2[2]
- 車体構造：鋼製
- 定員：70人（座席30人）[2]